# Martin Millar
Martin Scott (* 14. Oktober 1956 in Glasgow), der auch unter seinem bürgerlichen Namen Martin Millar schreibt, ist ein schottischer Fantasy-Autor im Bereich der Humoristischen Fantasy.

## Leben
Millar wurde in Glasgow geboren, lebte dort aber nicht lange. Sein Vater arbeitete in einer Zigaretten-Fabrik, seine Mutter als Ladenhelferin. Direkt nach seinem Schulabschluss zog er nach London und verrichtete dort unterschiedliche Tätigkeiten, bevor er schließlich Verwaltungsangestellter wurde. Als seine ersten Bücher veröffentlicht wurden, widmete er sich ausschließlich seiner schriftstellerischen Tätigkeit. Seitdem lebt er im Süden Londons.

## Rezeption
Unter seinem Namen Martin Millar veröffentlichte er bereits mehrere Romane im weiteren Spektrum der fantastischen Literatur. Inspiration findet er nach eigenen Angaben in den Kneipen von Süd-London. Die Romane um den schwergewichtigen Detektiv Thraxas schrieb er sämtlich unter seinem Pseudonym Martin Scott. Für den Roman Thraxas erhielt er 2000 den World Fantasy Award für den besten Roman. Er praktiziert laut eigenen Angaben Taìjíqúan, meditiert, turnt und raucht.

## Werke (Auswahl)

### Als Martin Scott
Thraxas-Zyklus (deutsch Die Geheimnisse von Turai)
Alle übersetzt von Wolfgang Thon.
1. Thraxas. Orbit 1999, ISBN 1-85723-729-3
  - Der Drachentöter. Blanvalet 2002, ISBN 3-442-24182-0
2. Thraxas and the Warrior Monks. Orbit 1999, ISBN 1-85723-731-5
  - Das Zaubergift. Blanvalet 2002, ISBN 3-442-24183-9
3. Thraxas at the Races. Orbit 1999, ISBN 1-85723-734-X
  - Das Wagenrennen. Blanvalet 2002, ISBN 3-442-24184-7
4. Thraxas and the Elvish Isles. Orbit 2000, ISBN 1-84149-002-4
  - Die Reise zu den Elfeninseln. Blanvalet 2003, ISBN 3-442-24185-5
5. Thraxas and the Sorcerers. Orbit 2001, ISBN 1-84149-077-6
  - Der Konvent der Zauberer. Blanvalet 2003, ISBN 3-442-24246-0
6. Thraxas and the Dance of Death. Orbit 2002, ISBN 1-84149-121-7
  - Der grüne Stein. Blanvalet 2003, ISBN 3-442-24252-5
7. Thraxas at War. Orbit 2003, ISBN 1-84149-242-6
  - Orks ante portas. Blanvalet 2004, ISBN 3-442-24277-0
8. Thraxas under Siege. Orbit 2005, ISBN 1-84149-254-X
  - Sturm und Drang. Blanvalet 2006, ISBN 3-442-24404-8
9. Thraxas and the Ice Dragon. Martin Millar 2013, ISBN 978-1-62675-271-9
10. Thraxas and the Oracle. Martin Millar 2013, ISBN 978-1-4835-4918-7
11. Thraxas of Turai. Martin Millar 2019, ISBN 978-1-79284-999-2
12. Thraxas meets his Enemies. Martin Millar 2022, ISBN 979-8421592259

Sammelwerk
- Die Geheimnisse von Turai, 1–3. Blanvalet, München 2006, ISBN 3-442-24399-8.[3]

Kalix Trilogie
- Lonely Werewolf Girl. Little Brown, London 2007
  - deutsche Übersetzung: Kalix. Werwölfin von London. 2009, ISBN 3-596-18496-7
- Curse of the Wolf Girl. Little Brown, London 2010 (ursprünglich geplanter Titel: Queen Vex)
  - deutsche Übersetzung: Kalix. Fluch der Werwölfe. 2010, ISBN 3-841-42102-4
- The Anxiety of Kalix, the Werewolf. Piatkus, London 2013

### Als Martin Millar
Erzählungen
- How Sunshine Star-Traveller lost his girlfriend. In: Sarah Champion (Hrsg.): Disco biscuits. Sceptre Books, London 1997, ISBN 0-340-68265-5.
  - deutsche Übersetzung: Partyuniversum. Reisen in der Nacht. Rowohlt, Reinbek 1999, ISBN 3-499-22524-7.

Romane
- Milk, Sulphate and Alby Starvation. Fourth Estate, London 1987, ISBN 1-85702-214-9.
  - deutsche Übersetzung: Milch, Speed und Alby Starvation. Kiepenheuer & Witsch, Köln 2000, ISBN 3-462-01952-X.
- Lux the Poet. Fourth Estate, London 1993, ISBN 0-947795-62-6 (Nachdr. d. Ausg. London 1988)
- Ruby and the Stoneage Diet. Fourth Estate, London 1994, ISBN 1-85702-216-5 (Nachdr. d. Ausg. London 1984).
- Dreams of Sex and Stagediving. Fourth Estate, London 1994, ISBN 1-85702-213-0.
  - deutsche Übersetzung: Träume, Sex und Stage Diving. Dtv, München 2000, ISBN 3-423-12645-0.
- The Good Fairies of New York. Piatkus, London 2011, ISBN 978-0-7499-5420-8 (Nachdr. d. Ausg. London 1994).
  - deutsche Übersetzung: Die Elfen von New York. Dtv, München 2002, ISBN 3-423-20165-7 (Nachdr. d. Ausg. Frankfurt/M. 1994).  ISBN 3-423-20165-7,
- Tank Girl. The Movie. Penguin, London 1994, ISBN 0-1402-4876-5.
  - deutsche Übersetzung: Tank Girl. Roman zum Film. Bastei-Lübbe, Bergisch Gladbach 1995, ISBN 3-404-13696-9.[4]
- Love and Peace with Melody Paradise. IMP, London 1998, ISBN 0-9533275-0-7.
- Lux and Alby: Sign on and Save the Universe. Slab-O-Concrete, Hove 1999, ISBN 1-899866-24-8 (zusammen mit Simon Fraser).
- Suzy, Led Zeppelin and me. Soft Skull Press, Brooklyn 2008, ISBN 978-1-59376-200-1 (Nachdr. d. Ausg. London 2002).
- The Goddess of Buttercups and Daisies. Piatkus, London 2015, ISBN 978-0-349-40714-2.

Theaterstück
- Emma. Adapted from Jane Austen's novel. Nick Hern Books, London 2001, ISBN 1-85459-499-0 (nach dem gleichnamigen Roman).

Werkausgabe
- The collected Martin Millar. Fourth Estate, London 1998[5]